# Sindechites
Sindechites és un gènere de fanerògames de la família de les Apocynaceae. Conté dues espècies. És originari d'Àsia on es troba a la Xina i Indoxina.

## Descripció
Són lianes llenyoses, amb làtex lletós. Fulles oposades, venes paral·leles o gairebé. Les inflorescències en cimes paniculades o corimboses, terminal i axil·lar, amb poques a moltes flors. Flors petites. El calze glandular està a dins. Corol·la de color blanc, dilatat al coll o al mig de tub. Lòbuls més curts que el tub, se superposen a la dreta. Estams inserits sobre de la meitat del tub de la corol·la. Els fol·licles 2, estretament cilíndrics, lleugerament torulosos, prims. Les llavors són apicals.

## Taxonomia
El gèner va ser descrit per Daniel Oliver (botànic) i publicat a Hooker's Icones Plantarum 18:, t. 1772. 1888.

## Espècies acceptades
A continuació s'ofereix un llistat de les espècies del gènere Sindechites acceptades fins a l'octubre de 2013, ordenades alfabèticament. Per a cadascuna s'indica el nom binomial seguit de l'autor, abreujat segons les convencions i usos.
- Sindechites chinensis (Merr.) Markgr. i Tsiang
- Sindechites henryi Oliv.